# Língua tsez
A língua tsez, também conhecida como dido ("цез мец" (cez mec) em tsez; დიდო (dido) em georgiano) é uma língua caucasiana do nordeste que é falada por 15000 pessoas do povo tsez, um grupo muçulmano nas montanhas Tsunta situados ao sul e oeste do Daguestão, na Rússia.
O termo georgiano dido deriva-se de didi "grande". O tsez não possui uma tradição literária e está pobremente representado em quanto a suas formas escritas. O avar e o russo são utilizados como línguas literárias, no âmbito local, e ainda nas escolas. No entanto, realizaram-se algumas tentativas por desenvolver uma ortografia estável para a língua tsez como para as linguagens associadas a ele principalmente com o propósito de recolher e registrar o folclore tradicional.
Em geral os homens possuem mais fluência no avar que as mulheres, e a gente jovem tende a ter mais fluência no russo que em tsez, que provavelmente se deve à falta de educação sobre a língua tsez.

## Escrita
A língua utiliza um alfabeto cirílico modificado baseado no alfabeto avar, pois o avar e o tsez apresentam fonologias similares.

## Fonologia

### Consoantes
Abaixo, há uma tabela com as consoantes do tsez.
|            |            | Bilabial        | Dental            | Lat. alveolar     | Palatal           | Velar                 | Uvular                | Faríngea     | Glotal            |
| ---------- | ---------- | --------------- | ----------------- | ----------------- | ----------------- | --------------------- | --------------------- | ------------ | ----------------- |
| Plosivas   | Surda      | [p] p ([pˤ])    | [t] t ([tʷ])      |                   |                   | [k] k ([kʷ] [kˤ])     |                       |              |                   |
| Plosivas   | Sonora     | [b] b ([bˤ])    | [d] d ([dʷ])      |                   |                   | [ɡ] g ([gʷ] [gˤ])     |                       |              |                   |
| Plosivas   | Ejetiva    | [pʼ] pʼ ([pˤʼ]) | [tʼ] tʼ ([tʷʼ])   |                   |                   | [kʼ] kʼ ([kʷʼ] [kˤʼ]) | [qʼ] qʼ ([qʷʼ] [qˤʼ]) |              |                   |
| Africadas  | Surda      |                 | [t͡s] c ([t͡sʷ])    | [t͡ɬ] ƛ ([t͡ɬʷ])    | [t͡ʃ] č ([t͡ʃʷ])    |                       | [q͡χ] q ([q͡χʷ] [q͡χˤ])  |              |                   |
| Africadas  | Ejetiva    |                 | [t͡sʼ] cʼ ([t͡sʷʼ]) | [t͡ɬʼ] ƛʼ ([t͡ɬʷʼ]) | [t͡ʃʼ] čʼ ([t͡ʃʷʼ]) |                       |                       |              |                   |
| Fricativa  | Surda      |                 | [s] s ([sʷ])      | [ɬ] ł ([ɬʷ])      | [ʃ] š ([ʃʷ])      |                       | [χ] x ([χʷ] [χˤ])     | [ħ] ħ ([ħʷ]) | [h] h ([hʷ] [hˤ]) |
| Fricativa  | Sonora     |                 | [z] z ([zʷ])      |                   | [ʒ] ž ([ʒʷ])      |                       | [ʁ] ɣ ([ʁʷ] [ʁˤ])     | [ʕ] ʕ        |                   |
| Nasais     | Nasais     | [m] m ([mˤ])    | [n] n             |                   |                   |                       |                       |              |                   |
| Líquidas   | Líquidas   |                 | [r] r             | [l] l             |                   |                       |                       |              |                   |
| Semivogais | Semivogais | [w] w           |                   |                   | [j] y             |                       |                       |              |                   |

A maioria das consoantes são atestadamente labializadas, mesmo as glotalizadas e/ou ejetivas, salvando-se as consoantes [n], [l], [j], e [ʕ].

### Vogais
Abaixo há uma tabela com as consoantes da língua.
|         | Anterior | Central        | Posterior |
| ------- | -------- | -------------- | --------- |
| Fechada | [i] i    |                | [u] u     |
| Média   | [e] e    |                | [o] o     |
| Aberta  |          | [a] a ([aː] ā) |           |